# اسطوره‌های بنیان‌گذار سیاست اسرائیل
اسطوره‌های بنیان‌گذار سیاست اسرائیل (به فرانسوی: Les Mythes fondateurs de la politique israélienne) جنجالی‌ترین اثر روژه گارودی، روشنفکر فرانسوی ست که محتوایش توسط مؤسسه بازبینی تاریخی در ۲۰۰۰ به انگلیسی و توسط مجید شریف به فارسی ترجمه شده‌است.

## بنیاد مشروعیت حکومت
گارودی در این کتاب بسیاری از بنیادهای ادعای جهانی یهود مبنی بر حق اش در فلسطین و مشروعیت حکومت مدرن اسرائیل را افسانه دانست، مثل «افسانه‌های الهیاتی» تورات، «افسانه عدالت در نورنبرگ»، «افسانه شش میلیون»، و «افسانه سرزمین بی مردم برای مردم بی سرزمین». اینها و دیگر افسانه‌ها، بنا به استدلال گارودی، توسط صهیونیستها برای سلب مالکیت فلسطینیان از وطنشان به کار گرفته شده‌است.

## قانون گیسو
طبق قانون ۱۹۹۰ گیسو در فرانسه، که زیر سؤال بردن وجود دسته جرایم علیه بشریت تعریف شده در منشور ۱۹۴۵ لندن را ممنوع می‌کند، موارد متعددی از اظهارات گارودی، خصوصاً ادعای او در خصوص افسانه بودن هولوکاست غیرقانونی دانسته شد. محاکمه او در ۱۹۹۶ شروع شد و در ۱۹۹۸ محکوم شد. دادگاه حکم کرد که فصول با نامهای «افسانه محاکمات نورنبرگ و افسانه هولوکاست» در نسخه اول، با نوشتن «افسانه شش میلیون» قربانی یهودی در اتاقهای گاز هیتلر موجب «نفی هولوکاست» است.
دادگاه‌های فرانسه چاپ مجدد کتاب را در ۲۷ فوریه ۱۹۹۸ منع کرده و او را ۲۴۰٬۰۰۰ فرانک جریمه کردند و به چندین سال زندان تعلیقی محکوم کردند. تصمیم دادگاه بحثی را در خصوص آزادی بیان در فرانسه و اروپا موجب شد و برخی ادعا کردند حکم سیاسی است. گارودی با دادگاه حقوق بشر اروپا فرجام‌خواهی کرد که درخواستش غیرقابل قبول دانسته شد.